# Сибирская улица (Томск)
Сиби́рская у́лица — улица в Томске, длина которой составляет 3,08 километра. Начинается от улицы Петропавловская и заканчивается на Балтийской, проходя параллельно проспекту Фрунзе, позволяя частично разгружать его транспортные потоки.

## История
Первоначальное название связано с наименованием окрестной местности — Мухин бугор. По мнению А. В. Адрианова Мухин была фамилия местного разбойника.
Во второй половине XIX века здесь были построены несколько пивоваренных заводов — «Германия», принадлежавший К. Я. Зеленевскому (отцу известного художника К. К. Зеленевского), Елизаветинский завод Б. Фуксмана.
Название Сибирская получила 25 июня 1929 года.

### Известные жители
Д. 18 занимал архитектор П. Ф. Федоровский. В д. 20 находилась конспиративная квартира большевика-подпольщика Иннокентия Григорьева.

## Современность
Начиная с улицы Льва Толстого, движение по Сибирской становится односторонним: автомобили, едущие на восток, должны ехать по Алтайской, на запад — по Сибирской.
По адресу Сибирская, 10 расположена конфетная фабрика «Красная звезда».
Улица печально известна взрывом в доме № 33.

### Взрыв
30 ноября 2012 года в доме № 33 примерно в 15:22 (по местному времени) произошёл взрыв газового баллона во время его использования при монтаже натяжного потолка. Причиной послужило нарушение правил заправки баллона газом, в непредназначенном для этого месте (пригодном только для заправки автомобилей). Первоначальная версия о взрыве баллона при его искусственном нагреве в последующем была отвергнута. Погибло две женщины 1980 и 1981 годов рождения, ещё одна, 1982 года рождения, скончалась от ожогов в больнице после 11 дней в реанимации, 10 человек были доставлены с травмами и ожогами различных степеней (повреждено до 75 % всей кожи тела), были серьёзно повреждены квартиры 8 и 9 этажей, из-за чего свыше 40 семей были вынуждены перебраться во временные квартиры, для восстановления дома потребовалось примерно 60 000 000 рублей.